# Das Duell um die Welt

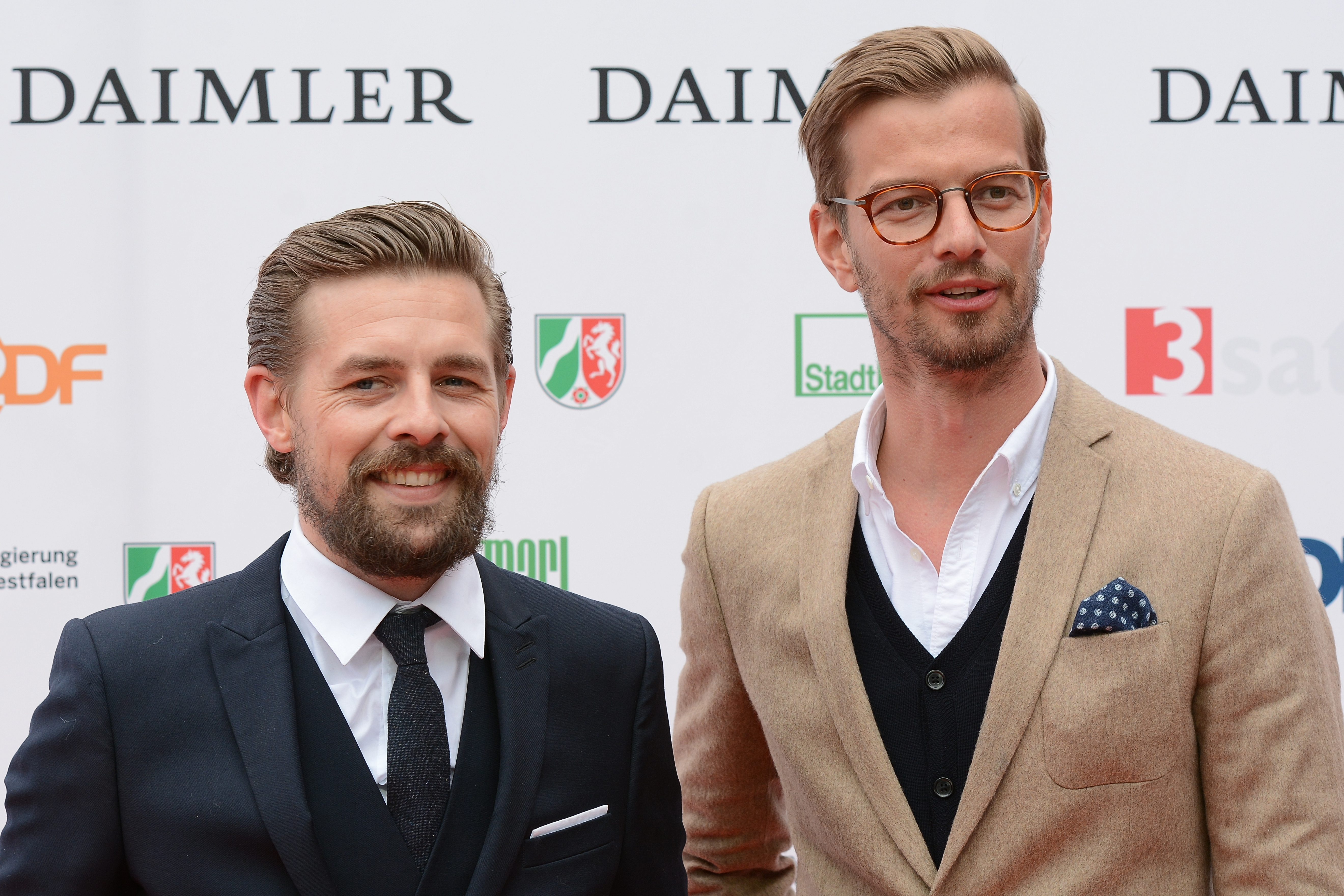
Spielgegner Klaas Heufer-Umlauf und Joko Winterscheidt

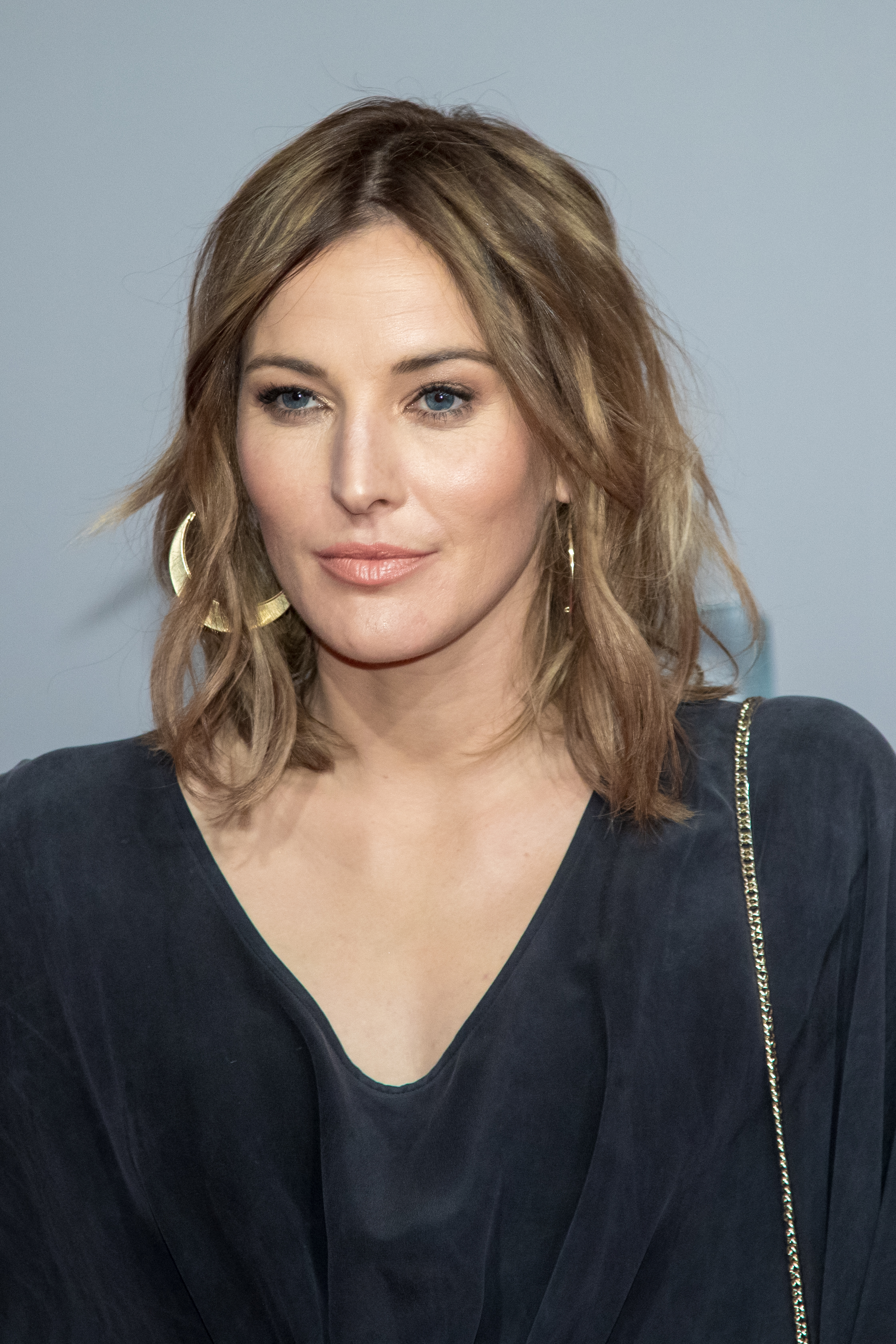
Moderatorin Jeannine Michaelsen

Das Duell um die Welt (kurz DudW) ist eine deutsche Spielshow, die seit 2012 auf dem Privatsender ProSieben ausgestrahlt wird. Sie ist als Wettstreit zwischen Joko Winterscheidt und Klaas Heufer-Umlauf, besser bekannt als das Duo Joko und Klaas, konzipiert. Moderiert wird die Sendung von Jeannine Michaelsen.
Bis zur fünften Staffel (2017) bestand das Konzept der Sendung daraus, dass Joko und Klaas selbst zunächst in verschiedene Länder reisten und dort Aufgaben lösen mussten und danach im Studio eine weitere zum jeweiligen Land gehörende Aufgabe gestellt bekamen. Dabei lief die Sendung unter dem Titel Joko gegen Klaas – Das Duell um die Welt. Seit der sechsten Staffel (2018) reist das Duo nicht mehr selbst, sondern schickt wechselnde prominente Kandidaten an ihrer Stelle in die Länder zum Lösen der Aufgaben. Die Studiospiele bestreiten sie weiterhin selbst. Seitdem lautet der Showtitel Das Duell um die Welt – Team Joko gegen Team Klaas.
Am 10. Juli 2025 wurde die Einstellung des Formats mit der dreizehnten Staffel auf dem Season-Screening von ProSiebenSat.1 in Hamburg bekannt geben.

## Spielkonzept
Joko Winterscheidt und Klaas Heufer-Umlauf (bis 2017) bzw. die prominenten Mitglieder ihres Teams (seit 2018) werden getrennt voneinander in jeweils zwei (bis Staffel 5: drei; Staffel 1: vier) verschiedene Länder auf der ganzen Erde geschickt und bekommen vom jeweils anderen eine Aufgabe gestellt. Bis zur zweiten Staffel bekam anschließend der, der an der Reihe war, eine zweite Aufgabe zu dem Land gestellt, die im Studio zu lösen war. Seit der dritten Staffel (2014) sind diese Studiospiele als Duelle zwischen Joko und Klaas konzipiert.
Seit der zweiten Staffel bekommen Joko bzw. Klaas jeweils einen Punkt, wenn sie bzw. seit 2018 ein Mitglied ihres Teams das Land oder die Studioaufgabe löst. Pro Land gibt es also maximal 2 Punkte. Die Differenz der Punkte bestimmt für den Führenden einen Bonus für das letzte Spiel (Finalspiel), dessen Gewinner schlicht „Weltmeister“ genannt wird.
In der ersten Staffel war die Aufteilung der Punkte folgende: Wer die Aufgaben sowohl im Land als auch im Studio bestand, bekam einen Punkt für das Land. Wenn nur eine der beiden Aufgaben gelöst wurde, wurde kein Punkt vergeben. Wenn keine der beiden Aufgaben gelöst wurde, bekam der Gegner einen Punkt zugeschrieben.

## Episoden

### Ausstrahlung
Nach durchgängigen Ausgaben in vier Staffeln seit Sendebeginn 2012, pausierte die Sendung 2016. Am 9. September 2017 startete die fünfte Staffel, deren zwei Folgen beide live ausgestrahlt wurden. 2018 folgte schließlich der Wechsel zur Team-Variante. Seit August 2019 werden die meisten Folgen live ausgestrahlt.
Die Ausgabe am 26. Februar 2021 wurde zum ersten Mal freitags, statt wie bisher samstags, ausgestrahlt. Grund hierfür war die Show The Voice Kids des ebenfalls zur ProSiebenSat.1 Media gehörenden Senders Sat.1, die am Samstag gesendet wurde.
Im April 2022 wurde von ProSieben bekannt gegeben, dass es weitere Ausgaben der Show geben wird. Mit über 5 Monaten Verspätung startete die Ausstrahlung der neuen, zehnten Staffel am 26. Dezember 2022. Staffel 11 startete am 7. Oktober 2023 und umfasste 3 neue Folgen (die Erste erfolgte als Live-Ausgabe) mit dem Staffel-Finale am 10. Februar 2024. Staffel 12 startete am 19. Oktober 2024 und umfasste 3 neue Folgen. Die finale Staffel 13 mit „Legenden“, die schon in früheren Staffeln zu sehen waren, startet im Herbst 2025 und umfasst 3 Folgen.

### Joko gegen Klaas – Das Duell um die Welt
| Staffel | Ausgabe     | Datum              | Sieger | Länder Joko | Länder Klaas |
| ------- | ----------- | ------------------ | ------ | --- | --- |
| 1       | Ausgabe 1   | 21. Juli 2012      | Joko   | England (auf einem Flugzeug einen Haggis verspeisen) Mexiko (eine weibliche Wrestlerin während des Kampfes unsittlich berühren) USA (ein Krokodil küssen) Jamaika (betrunken ein Eselrennen gewinnen)            | Russland (in einer Zentrifuge einen Robbie-Williams-Song performen) Japan (sich einen Bagel in die Stirn injizieren lassen) China (gefährlichsten Wanderweg der Welt entlang pilgern) Thailand (an einem blinden Kickboxkampf teilnehmen und nicht k. o. gehen) |
| 1       | Ausgabe 2   | 25. August 2012    | Klaas  | Ecuador (Ayahuasca konsumieren) Belize (einen Pfahl hochklettern) USA (an den Eskimo Olympics teilnehmen) USA (einen Punkt beim Wheelchair Rugby erzielen)                                                       | Hongkong (welthöchster Bungeesprung vom Macau Tower) Indien (spirituelles Ritual im Ganges absolvieren) Südkorea (lebenden Oktopus verspeisen oder Trick auf einer Slackline schaffen) Malaysia (Rafting in einem Boot aus Pappe)                               |
| 2       | Ausgabe 3 1 | 19. Oktober 2013   | Klaas  | Südafrika (unter einem Helikopter fliegen und dabei eine Rede halten) Brasilien (Ayahuasca konsumieren) Kanada (Mund zunähen lassen)                                                                             | Vanuatu (einen Ring in einen aktiven Vulkan werfen) Neuseeland (an einer von Joko inszenierten Quiz-Show teilnehmen) Australien (ein Känguru mit den Händen einfangen)                                                                                          |
| 2       | Ausgabe 4   | 30. November 2013  | Joko   | Österreich (an einer Bergwand übernachten) Äthiopien (an einem Ritual zum Erreichen der Männlichkeit teilnehmen) USA (in Las Vegas heiraten)                                                                     | Bosnien und Herzegowina (in einer Mine Wasser finden) Russland (ein Selfie beim Rooftopping schießen) China (einen Anzug bestehend aus Bienen anziehen) |
| 2       | Ausgabe 5   | 4. Januar 2014     | Klaas  | Frankreich (Wasserski hinter einem Kreuzfahrtschiff fahren) Kanada (Earth Song in einem Windkanal covern) Österreich (lebendig beerdigen lassen)                                                                 | China (riesige Schlucht in einer rostigen Gondel überqueren) Indien (an einem Bullenrennen teilnehmen) Vanuatu (Bungeesprung mit einer Liane) |
| 3       | Ausgabe 6   | 6. September 2014  | Klaas  | Großbritannien (sich mit einer Rakete einem Ganzkörperwaxing unterziehen) USA (einen Halo-Jump absolvieren) Jamaika 2 (ein Floß aus leeren Bierdosen bauen)                                                      | Bahamas (von einem Hai beißen lassen) Finnland (unter Eis eine Strecke von 20 m tauchen) Jamaika 2 (ein Floß aus leeren Bierdosen bauen) |
| 3       | Ausgabe 7   | 25. Oktober 2014   | Joko   | USA (eine Kür in der Schwerelosigkeit aufführen) Schweden (in einem speziellen Auto einen nahezu vertikalen Hang hochfahren) Russland (in der Kanalisation einen Werbespot drehen)                               | China (in einem selbstgebauten U-Boot Seegurken sammeln) Kolumbien (sich erschießen lassen) Indien (in einem Bollywood-Film mitspielen) |
| 3       | Ausgabe 8   | 22. November 2014  | Joko   | Schweiz (außen an einem Heißluftballon befestigen lassen und Song covern) Ägypten (Selfie mit einem Dugong) | Venezuela (an den Salto Ángel eine Stunde verbringen) Indonesien (gegen Kannibalen Kniffel spielen) |
| 4       | Ausgabe 9   | 26. September 2015 | Klaas  | Indien / USA 3 (an der Außenseite eines Flugzeuges fliegen) Russland (Bungeesprung mit Haut als Befestigung) Grönland 2 (gegen einen Profiwrestler auf einer Eisscholle antreten)                                | Ungarn (in einer Mine ohne Sauerstoffflasche tauchen) Philippinen (in einem Gefängnis Michael Jackson covern) Grönland 2 (gegen einen Profiwrestler auf einer Eisscholle antreten)                                                                              |
| 4       | Ausgabe 10  | 31. Oktober 2015   | Klaas  | USA (mit Helium gefüllten Luftballons fliegen und sich selbst mit einer Pistole „runterschießen“) England (die goldene Meile absolvieren / 6 Liter Bier trinken) Kroatien 2 (g-Kräfte im Kunstflieger aushalten) | Venezuela (einen Wasserfall hinunterstürzen) Bolivien (in einer Mine Silber mit Dynamit freisprengen) Kroatien 2 (g-Kräfte im Kunstflieger aushalten) |
| 4       | Ausgabe 11  | 12. Dezember 2015  | Joko   | USA (einen Punkt beim Ultimate Tazer Ball erzielen) Ecuador (Ayahuasca konsumieren) USA 2 (Human Quiz Bowling spielen)                                                                                           | Thailand (mit Klebeband an einer Hochhauswand befestigen) Venezuela (Anakonda mit den Händen fangen) USA 2 (Human Quiz Bowling spielen) |
| 5       | Ausgabe 12  | 9. September 2017  | Klaas  | Polen (in einem explodierenden Haus ausharren) China (Blutwurst aus eigenem Blut verzehren) Nepal 2 (halluzinogenen Honig konsumieren)                                                                           | USA (Ropeswinging an einem Heißluftballon) Italien (auf dem Ätna Ski fahren) Nepal 2 (halluzinogenen Honig ernten) |
| 5       | Ausgabe 13  | 18. November 2017  | Joko   | Österreich (Nachrichtenshow im Stunthelikopter moderieren) Schottland (fünf Minuten in einem Moor ausharren) Kroatien 2 (Capture the Flag mit Betäubungspfeilen)                                                 | Brasilien (in einem Fleischanzug mit Piranhas baden) Norwegen (mit einem Schiff untergehen) Kroatien 2 (Capture the Flag mit Betäubungspfeilen) |

### Das Duell um die Welt – Team Joko gegen Team Klaas
Die Länderaufgaben wurden durch die Prominenten in der genannten Reihenfolge bestritten, die Studiospiele von Joko und Klaas.
| Staffel | Ausgabe        | Datum             | Sieger     | Länder (Team Joko) | Länder (Team Klaas) | Teammitglieder                                                                                                |
| ------- | -------------- | ----------------- | ---------- | --- | --- | --- |
| 6       | Ausgabe 14     | 24. November 2018 | Team Joko  | Tschechien (in einer explosiven Küche ein Gericht zubereiten) Japan (ein Metal-Schlager-Lied performen) | Estland (sich unter Wasser mit einer Pistole abschießen lassen) Spanien (sich in der Luft 66-mal mit einem Paraglider drehen)                                                                      | Team Joko: Tim Mälzer, Steven Gätjen Team Klaas: Thomas Hayo, Palina Rojinski                                 |
| 6       | Ausgabe 15     | 1. Dezember 2018  | Team Klaas | England (ein Käse-Rennen machen) Schweiz (einen Halo-Jump vollführen) | Slowenien (auf dem höchsten Schornstein Europas ein Hemd bügeln) Jamaika (von 21 Metern Wasserspringen)                                                                                            | Team Joko: Thorsten Legat, Jeannine Michaelsen Team Klaas: Johannes B. Kerner, Sido                           |
| 6       | Ausgabe 16     | 16. Februar 2019  | Team Joko  | Lettland (von einem Kreuzfahrtschiff gezogen werden) Indonesien (angezündet Klippenspringen) | China (ein Feuerwerkslauf machen) USA (einen Fisch mit der Hand fangen) | Team Joko: Lena Meyer-Landrut, Jared Hasselhoff Team Klaas: Clueso, Jochen Schropp                            |
| 7       | Ausgabe 17     | 31. August 2019   | Team Klaas | Russland (sich Karabinerhaken-Bungee unterziehen) Portugal (ein Konzert bei Starkwellen auf einem Schiff aufführen) | Nigeria (ein Nollywood-Film drehen) Südafrika (in einer Plexiglas-Box in der Savanne übernachten)                                                                                                  | Team Joko: Charlotte Roche, Max Giesinger Team Klaas: Paul Janke, Tom & Bill Kaulitz                          |
| 7       | Ausgabe 18     | 5. Oktober 2019   | Team Klaas | Polen (durch ein Gruselhaus laufen) Mexiko (mit einem Sprengstoff-Hammer auf den Boden hauen) | Schweiz (einen Heißluftballon nach unten steuern) Norwegen (Eistauchen) | Team Joko: H. P. Baxxter, Mario Basler Team Klaas: Edin Hasanović, Jeannine Michaelsen                        |
| 7       | Ausgabe 19     | 30. November 2019 | Team Klaas | Belize (Apnoetauchen und unter Wasser einen Pasch würfeln) Italien (auf einem Berg einen Ball 30-mal hochhalten) | Frankreich / Ungarn (aus einem Helikopter mit einem Bungeeseil springen) Taiwan (während eines Feuerwerks ein Bild in einer Menschenmenge stehlen)                                                 | Team Joko: Marteria, Thorsten Legat Team Klaas: Sophia Thomalla, Simon Gosejohann                             |
| 8       | Ausgabe 20 4   | 28. November 2020 | Team Joko  | Griechenland (sich die Backen aufspritzen lassen) Italien (auf einer Klebebandschaukel wippen und ein Lied singen) | Tschechien (sich hinten aus einem Flugzeug hängen lassen) Island (ein Konzert in einem Gletscherspalt geben)                                                                                       | Team Joko: Ralf Moeller, Janin Ullmann Team Klaas: Luke Mockridge, Wincent Weiss                              |
| 8       | Ausgabe 21 4   | 5. Dezember 2020  | Team Joko  | Liechtenstein / Österreich (sich mit „der kleinsten Pistole“ beschießen lassen) Russland (an einer Schellen-Weltmeisterschaft teilnehmen)                                                                                         | Norwegen (mit einem Wal tanzen) Schweiz (sich an Ringen, die an sich drehenden Kran hängen, hängen)                                                                                                | Team Joko: Axel Stein, Thorsten Legat Team Klaas: Vanessa Mai, Fabian Hambüchen                               |
| 8       | Ausgabe 22 4   | 26. Februar 2021  | Team Klaas | Schweiz (kopfüber an einer Gondel hängen) USA / Deutschland (ein Musikvideo unter Wind eines Jets drehen) | Polen (unter Wasser einer Röhre entkommen) Lettland (sich selbst gebraten verzehren) | Team Joko: Stefanie Giesinger, Axel Bosse Team Klaas: Jan Köppen, Micky Beisenherz                            |
| 9       | Ausgabe 23 4   | 4. Dezember 2021  | Team Klaas | Mexiko (Fallschirm während des Absprungs anzünden) Österreich / Liechtenstein (von Teig bedeckt von Flammenwerfern in Brand gesteckt werden)                                                                                      | Kroatien (Höhlensprung im Stile des Filmes Tenet) Schweden (sich aus einem Auto unter der Eisdecke eines zugefrorenen Sees befreien)                                                               | Team Joko: Axel Stein, Nikeata Thompson Team Klaas: Michi Beck, Lucy Diakovska                                |
| 9       | Ausgabe 24 4   | 11. Dezember 2021 | Team Joko  | Spanien (auf einen Schiffsmast klettern) Malta (in einem versunkenen Schiff einen Song singen) | Lettland (eine Abrissbirne auslösen, welche knapp vor dem Gesicht zurückschwingt) Niederlande (in 36 Stunden einen riesigen Cannabis-Cookie verspeisen)                                            | Team Joko: Jens Knossalla, Johannes Strate Team Klaas: Linda Zervakis, Tommi Schmitt                          |
| 9       | Ausgabe 25 4   | 7. Mai 2022       | Team Joko  | USA (mit einer Armbrust einen Apfel auf dem Kopf abschießen lassen) Grönland (zwischen Eisbergen Wasserski fahren) | USA (mit einer Strickleiter an einem Heißluftballon hochklettern) Mexiko (eine Pflanze aus einer Fledermaushöhle holen)                                                                            | Team Joko: Kevin Großkreutz, Riccardo Simonetti Team Klaas: Johannes Oerding, Collien Ulmen-Fernandes         |
| 10      | Ausgabe 26     | 26. Dezember 2022 | Team Joko  | Frankreich (beim Mountain-of-Hell-Rennen nicht Letzter werden) Schottland (sich in den Armen piercen lassen und als Marionette den Highland Fling tanzen)                                                                         | Schweden (einen Eisbrecher bis auf wenige Zentimeter auf sich zufahren lassen) Mexiko (einen halluzinierenden Peyote Kaktus essen und danach zurück zum Hotel finden)                              | Team Joko: Sven Hannawald, Dennis und Benni Wolter Team Klaas: Verona Pooth, Sophie Passmann                  |
| 10      | Ausgabe 27     | 11. Februar 2023  | Team Klaas | USA (auf einem Surfbrett unter einem Helikopter surfen) Thailand (mit zwei Staubsaugern an einem Hochhaus hochklettern) | Indien (mit einem Auto auf einer Steilwand fahren) Nordirland (beim Schafskot-Weitspucken teilnehmen und mindestens einen Meter schaffen)                                                          | Team Joko: Dunja Hayali, Patrick Owomoyela Team Klaas: Alexander Klaws, Oliver Polak                          |
| 10      | Ausgabe 28     | 18. März 2023     | Team Klaas | Spanien (zwischen zwei Heißluftballons in 900 m Höhe einen Ballon zum Platzen bringen) Niederlande (24 Stunden Ja sagen (und so durch 3 Stunden Achterbahn fahren))                                                               | Norwegen (sich wie ein Vollidiot im norwegischen Frühstücksfernsehen aufführen) Polen (eine Tauchglocke bauen und in der Ostsee für 30 Minuten versenkt werden)                                    | Team Joko: Nilam Farooq, Jessica Schwarz Team Klaas: Sasha, Wigald Boning                                     |
| 11      | Ausgabe 29     | 7. Oktober 2023   | Team Joko  | Schweiz (sich ein Tattoo auf einem Flugzeug stechen) Indonesien (an einem Totenritual teilnehmen) | Schweiz (in einem Auto, das an zwei Telefonbüchern hängt, einen Song singen) USA (an einem Bungeeseil in den Himmel geschossen werden)                                                             | Team Joko: Nura, Nadja Benaissa Team Klaas: Elevator Boys, Daniel Fehlow                                      |
| 11      | Ausgabe 30 5 6 | 28. Oktober 2023  | Team Joko  | USA (ein Showreel als Stuntman drehen inkl. Bungee-Sprung in einen Canyon) Österreich (100 T-Shirts anziehen und sich aus 5 Metern Entfernung selbst in die Brust schießen)                                                       | Frankreich (21 km am Médoc-Marathon teilnehmen und 12-mal Wein probieren) | Team Joko: René Adler, Axel Stein Team Klaas: Jakob Lundt (als Ersatz für Bruce Darnell)                      |
| 11      | Ausgabe 31     | 10. Februar 2024  | Team Joko  | England (sich durch eine enge Höhle begeben und einen Flummi einsammeln) Griechenland (sich für eine Minute in den Raketenkrieg von Chios stellen)                                                                                | Italien (eine „humoristische“ Wanderung machen inkl. steiler Bergkante in 3100 m Höhe) Rumänien (einen Berliner Pfannkuchen mit Eigenblut-Füllung essen)                                           | Team Joko: Andrea Petković, Michael Mittermeier Team Klaas: Hazel Brugger, Wayne Carpendale                   |
| 12      | Ausgabe 32     | 19. Oktober 2024  | Team Klaas | Japan (sich ein Stöckchen beim Naked Man Festival schnappen) England (das "schlechteste Comedyprogramm der Welt" im Comedy Club aufführen)                                                                                        | Polen (eine Extrem-Version von der Rubrik Da habt ich doch Prompter die Antwort vergessen auf einem Bungeetower spielen) Indien (an der Performance einer Stuntgruppe teilnehmen)                  | Team Joko: Ski Aggu, Nina Chuba Team Klaas: Tobi Krell, Oliver Kalkofe                                        |
| 12      | Ausgabe 33     | 26. Oktober 2024  | Team Klaas | Österreich (sich von einer Brücke fallen lassen und durch ein kleines Gegengewicht (dank physikalischer Kräfte) am Absturz gehindert werden) Thailand (sich beim Vegetarian Festival zwei Spieße durch die Wangen stechen lassen) | Italien (einen Song bei extremen Wetterverhältnissen in einer Wettersimulationskammer aufnehmen) Frankreich (einen Tandem-Wingsuitsprung durchführen und dabei 3 Fassrollen machen)                | Team Joko: Papaplatte, Timon Krause Team Klaas: Nico Santos, Gülcan Kamps                                     |
| 12      | Ausgabe 34     | 18. Januar 2025   | Team Joko  | Polen (sich unter Wasser aus einer Zwangsjacke befreien) Slowenien (den Ausgang aus einer Mine finden) | Lettland (mit einem Rollenanzug die Rodelbahn von Sigulda herunterfahren) Japan (einen Spezial Touristentrip durch Tokio machen und sich einen Blutegel für eine Nacht auf die Haut setzen lassen) | Team Joko: Wilson Gonzalez Ochsenknecht, Katrin Bauerfeind Team Klaas: Felix Kroos, Christoph "Icke" Dommisch |

### Spezialausgaben
Am 15. März 2014 wurde eine Spezialausgabe unter dem Titel Joko gegen Klaas – Die härtesten Duelle um die Welt ausgestrahlt, in der die besten Szenen der ersten fünf Duelle und Blicke hinter die Kulissen gezeigt sowie Zuschauerfragen beantwortet wurden. Moderiert wurde die Sendung von Olli Schulz. Am 30. Juli 2016 wurde ein weiteres Best-Of mit Rückblick auf vier Jahre der Sendung gezeigt, mit dem Titel Joko gegen Klaas – Das Beste aus vier Jahren. Am 17. Juni 2017 lief das Best-Of Joko gegen Klaas – Die besten Duelle um die Welt. Weitere Best-Ofs folgten am 9. Mai 2020 und am 10. Juli 2021 unter dem Titel Das Beste aus „Duell um die Welt – Team Joko gegen Team Klaas“ sowie am 10. und 24. September 2022 anlässlich des zehnjährigen Jubiläums der Sendung als 10 Jahre Duell um die Welt – Joko und Klaas blicken zurück und blicken noch zurücker. Am 26. August 2023 wurde die erste Ausgabe des neuen vierteiligen Best-Ofs Duell um die Welt – Best of der Elemente ausgestrahlt. Der erste Teil blickt auf Beiträge im Zusammenhang mit dem Element Luft zurück, Teil 2 am 5. Oktober 2024 auf Wasser. Es folgen Feuer und Erde.

## Rezeption

### Kritik
Quotenmeter.de urteilt, die Einspieler aus den jeweiligen Ländern seien sehr unterhaltsam, doch zu lang geraten. Die Studioduelle seien „eindeutig kurzweiliger geraten – allerdings auch insgesamt klar unspektakulärer“.
Kritisiert wird von Welt.de, dass die Show „stellenweise recht langatmig“ und manches „arg inszeniert“ sei. Den Moderatoren wird dennoch ein guter Job bescheinigt.
Die Kommission für Jugendmedienschutz (KJM) stellte fest, dass die dritte Ausgabe mehrfach gegen den Jugendschutz verstoßen habe. Sie kritisierte Bestrafungen durch Boxschläge gegen den Kopf sowie Stromschläge. Die Sendung sei daher nicht für Jugendliche unter 16 Jahren geeignet gewesen und hätte erst nach 22 Uhr ausgestrahlt werden dürfen. Obwohl die Ausgabe bereits aufgeteilt und der zweite Teil – in dem Winterscheidt sich die Lippen zusammennähen ließ – unmittelbar nach dem ersten Teil, jedoch erst nach 22 Uhr ausgestrahlt wurde, beanstandete die KJM auch diesen. Bei beiden Teilen handele es sich um eine inhaltlich zusammenhängende Sendung, die somit auch zusammen bewertet werden müsse.
Das Reportageformat STRG_F wies 2020 die undeklarierte Inszenierung mehrerer Folgen der Sendung und diesbezügliche Falschaussagen der Beteiligten nach. So sind anders als dargestellt die Protagonisten über den Ablauf der Sendung informiert und die Sendung damit Scripted Reality.

### Auszeichnungen und Nominierungen
- 2012
  - Deutscher Fernsehpreis – Nominierung in der Kategorie Beste Unterhaltung Show

- 2013
  - Rose d’Or – Nominierung in der Kategorie Entertainment
  - Grimme-Preis – Nominierung in der Kategorie Unterhaltung
  - Goldene Kamera – Nominierung in der Kategorie Leserwahl Beste Unterhaltungsshow

- 2014
  - Deutscher Fernsehpreis – Preisträger in der Kategorie Beste Show-Moderatoren (Publikumspreis) für Joko gegen Klaas – Das Duell um die Welt und Circus HalliGalli

- 2015
  - Quotenmeter-Fernsehpreis – Preisträger in der Kategorie Beste Show mit einer Laufzeit von über einer Stunde

- 2016
  - Deutscher Fernsehpreis – Preisträger in der Kategorie Beste Unterhaltung Primetime[17]

### Einschaltquoten

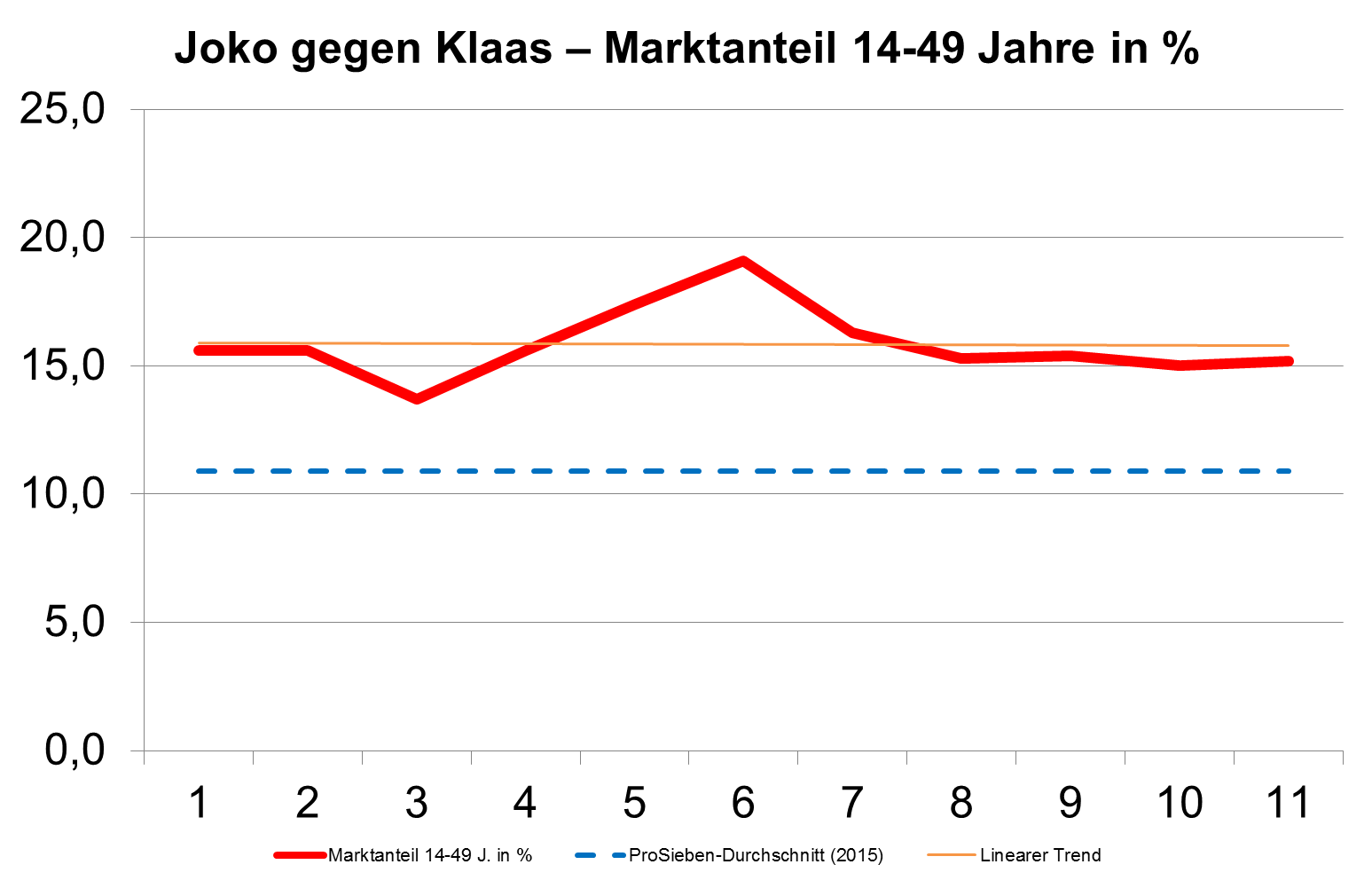
Einschaltquoten in der Zielgruppe bis Ausgabe 11 sowie vgl. ProSieben-Schnitt

| Folge     | Datum              | Zuschauer Gesamt | Zuschauer 14 bis 49 Jahre | Marktanteil Gesamt | Marktanteil 14 bis 49 Jahre | Quellen       |
| --------- | ------------------ | ---------------- | ------------------------- | ------------------ | --------------------------- | ------------- |
| 01        | 21. Juli 2012      | 1,80 Mio.        | 1,36 Mio.                 | 7,5 %              | 15,6 %                      | [ 19 ]        |
| 02        | 25. August 2012    | 1,75 Mio.        | 1,38 Mio.                 | 7,2 %              | 15,6 %                      | [ 20 ]        |
| 03.1      | 19. Oktober 2013   | 1,85 Mio.        | 1,49 Mio.                 | 6,3 %              | 13,7 %                      | [ 21 ] [ 22 ] |
| 03.2      | 19. Oktober 2013   | 1,62 Mio.        | 1,38 Mio.                 | 7,6 %              | 15,6 %                      | [ 21 ] [ 22 ] |
| 04        | 30. November 2013  | 1,99 Mio.        | 1,57 Mio.                 | 7,2 %              | 15,6 %                      | [ 23 ] [ 24 ] |
| 05        | 4. Januar 2014     | 2,54 Mio.        | 2,06 Mio.                 | 8,1 %              | 17,4 %                      | [ 25 ]        |
| Best-Of 1 | 15. März 2014      | 1,27 Mio.        | 1,03 Mio.                 | 4,3 %              | 9,5 %                       | [ 26 ]        |
| 06        | 6. September 2014  | 1,98 Mio.        | 1,55 Mio.                 | 8,7 %              | 19,1 %                      | [ 27 ]        |
| 07        | 25. Oktober 2014   | 2,04 Mio.        | 1,67 Mio.                 | 7,2 %              | 16,3 %                      | [ 28 ]        |
| 08        | 22. November 2014  | 1,94 Mio.        | 1,55 Mio.                 | 6,9 %              | 15,3 %                      | [ 29 ] [ 30 ] |
| 09        | 26. September 2015 | 1,66 Mio.        | 1,37 Mio.                 | 6,9 %              | 15,4 %                      | [ 31 ]        |
| 10        | 31. Oktober 2015   | 1,74 Mio.        | 1,45 Mio.                 | 6,5 %              | 15,0 %                      | [ 32 ]        |
| 11        | 12. Dezember 2015  | 1,77 Mio.        | 1,42 Mio.                 | 6,6 %              | 15,2 %                      | [ 33 ]        |
| Best-Of 2 | 30. Juli 2016      | 0,98 Mio.        | 0,80 Mio.                 | 4,5 %              | 11,1 %                      | [ 34 ]        |
| Best-Of 3 | 17. Juni 2017      | 0,92 Mio.        | 0,73 Mio.                 | 3,8 %              | 9,6 %                       | [ 35 ]        |
| 12        | 9. September 2017  | 1,60 Mio.        | 1,19 Mio.                 | 7,2 %              | 15,6 %                      | [ 36 ]        |
| 13        | 18. November 2017  | 1,63 Mio.        | 1,25 Mio.                 | 6,6 %              | 14,7 %                      | [ 37 ]        |
| 14        | 24. November 2018  | 1,54 Mio.        | 1,21 Mio.                 | 6,0 %              | 14,6 %                      | [ 38 ] [ 39 ] |
| 15        | 1. Dezember 2018   | 1,38 Mio.        | 1,06 Mio.                 | 5,4 %              | 13,8 %                      | [ 40 ]        |
| 16        | 16. Februar 2019   | 1,47 Mio.        | 1,11 Mio.                 | 5,4 %              | 13,8 %                      | [ 41 ]        |
| 17        | 31. August 2019    | 1,11 Mio.        | 0,86 Mio.                 | 5,6 %              | 15,5 %                      | [ 42 ]        |
| 18        | 5. Oktober 2019    | 1,32 Mio.        | 1,01 Mio.                 | 5,2 %              | 12,8 %                      | [ 43 ]        |
| 19        | 30. November 2019  | 1,32 Mio.        | 1,02 Mio.                 | 5,2 %              | 13,7 %                      | [ 44 ]        |
| Best-Of 4 | 9. Mai 2020        | 0,92 Mio.        | 0,74 Mio.                 | 3,6 %              | 10,6 %                      | [ 45 ]        |
| 20        | 28. November 2020  | 1,68 Mio.        | 1,18 Mio.                 | 6,2 %              | 16,6 %                      | [ 46 ] [ 47 ] |
| 21        | 5. Dezember 2020   | 1,50 Mio.        | 1,17 Mio.                 | 5,9 %              | 16,1 %                      | [ 48 ]        |
| 22        | 26. Februar 2021   | 1,23 Mio.        | 0,99 Mio.                 | 4,5 %              | 12,8 %                      | [ 49 ]        |
| Best-Of 5 | 10. Juli 2021      | 0,56 Mio.        | 0,40 Mio.                 | 2,5 %              | 8,0 %                       | [ 50 ]        |
| 23        | 4. Dezember 2021   | 1,45 Mio.        | 1,06 Mio.                 | 6,7 %              | 20,9 %                      | [ 51 ] [ 52 ] |
| 24        | 11. Dezember 2021  | 1,31 Mio.        | 0,96 Mio.                 | 5,9 %              | 17,0 %                      | [ 53 ]        |
| 25        | 7. Mai 2022        | 1,02 Mio.        | 0,74 Mio.                 | 4,7 %              | 14,9 %                      | [ 54 ]        |
| Best-Of 6 | 10. September 2022 | 0,65 Mio.        | 0,46 Mio.                 | 3,3 %              | 11,2 %                      | [ 55 ] [ 56 ] |
| Best-Of 7 | 24. September 2022 | 0,74 Mio.        | 0,47 Mio.                 | 3,7 %              | 11,1 %                      | [ 57 ] [ 58 ] |
| 26        | 26. Dezember 2022  | 0,84 Mio.        | 0,51 Mio.                 | 3,6 %              | 9,1 %                       | [ 59 ] [ 60 ] |
| 27        | 11. Februar 2023   | 0,94 Mio.        | 0,59 Mio.                 | 4,1 %              | 11,1 %                      | [ 61 ] [ 62 ] |
| 28        | 18. März 2023      | 1,09 Mio.        | 0,72 Mio.                 | 5,0 %              | 15,5 %                      | [ 63 ] [ 64 ] |
| Best-Of 8 | 26. August 2023    | 0,29 Mio.        | 0,20 Mio.                 | 1,6 %              | 5,4 %                       | [ 65 ] [ 66 ] |
| 29        | 7. Oktober 2023    | 0,78 Mio.        | 0,42 Mio.                 | 4,1 %              | 10,0 %                      | [ 67 ] [ 68 ] |
| 30        | 28. Oktober 2023   | 0,86 Mio.        | 0,54 Mio.                 | 4,0 %              | 11,3 %                      | [ 69 ] [ 70 ] |
| 31        | 10. Februar 2024   | 0,83 Mio.        | 0,48 Mio.                 | 4,0 %              | 10,7 %                      | [ 71 ] [ 72 ] |
| Best-Of 9 | 5. Oktober 2024    | 0,33 Mio.        | 0,24 Mio.                 | 1,7 %              | 6,4 %                       | [ 73 ]        |
| 32        | 19. Oktober 2024   | 0,70 Mio.        | 0,48 Mio.                 | 3,6 %              | 12,0 %                      | [ 74 ]        |
| 33        | 26. Oktober 2024   | 0,80 Mio.        | 0,50 Mio.                 | 4,1 %              | 13,2 %                      | [ 75 ]        |
| 34        | 18. Januar 2025    | 0,75 Mio.        | 0,46 Mio.                 | 3,7 %              | 11,9 %                      | [ 76 ] [ 77 ] |

| Legende          |
| ---------------- |
| Höchster Wert    |
| Niedrigster Wert |
| Best-Of-Sendung  |

## DVD
- Staffel 1 erschien am 20. September 2013 auf DVD
- Staffel 2 erschien am 5. Januar 2014 auf DVD
- Staffel 3 erschien am 12. Dezember 2014 auf DVD
- Staffel 4 erschien am 8. Januar 2016 auf DVD